# Щирець
Щире́ць — селище в Україні, у Львівському районі Львівської області. Адміністративний центр Щирецької селищної громади.
Засноване 1113 року. На території поселення існувала німецька колонія Розенберг.

## Географія
Щирець розташований в Опіллі на правому березі річки Щирець, притоки Дністра, за 25 км на південний захід від Львова на залізничній лінії Львів — Стрий — Чоп.

## Історія
Про Щирець уперше згадується в літописі під 1113 роком (за іншими даними — 1125) як про руське поселення.
Стародавній Щирець містився на невисокому, пласкому пагорбі (тепер тут центральна площа Щирця). Місто зі всіх боків було оточене мурами, підступитись до яких було доволі важко: з західного боку пагорба протікав (і нині протікає) невеликий струмок, який впадав у інший, більший струмок (притока річки Щирки), що проходив з південного боку пагорба, а зі сходу була річка Щирка. Щоб утруднити доступ до стін, на струмках зводили греблі. Отже місто з трьох боків оточували водні перепони і болота. Лише з півночі не існувало таких перепон, тому там було вирито глибокий рів (тепер тут проходить дорога на сусіднє село Піски).
1241 року — Щирець знищений монгольським військом.
1391 року — Ян з Тарнова, воєвода сандомирський і староста руський, посприяв створенню в Щирці римо-католицької парафії.
1397 року — польський король Владислав II Ягайло надав містові магдебурзьке право.
1516 року — Щирець спалений і знищений татарами.
13 листопада 1509 року король Сигізмунд I Старий у Львові видав привілей, за яким Щирець повторно отримував магдебурзьке право та дотацію. Причиною цього було знищення міських привілеїв.
У податковому реєстрі 1515 року в місті документується піп (отже, уже тоді була церква) і міський млин.
У 1516 році король знову видав привілей для міста, яке перед цим спалили татари: Щирець на 8 років звільнявся від данин і поборів.
XVI—XVII століття — місто кілька разів руйнують татари.
В червні 1594 року король Сигізмунд III Ваза в Стокгольмі видав привілей, за яким війтівство в Щирці отримав Себастьян Собеський.
1621 року — Щирець спалений татарами.
1638 року — місто постраждало від великої пожежі, про що згадано у Львівському літописі: «В тім же року 1638 весна було барзо сухая, не хотіл дощ падати… Радимно вшистко вигоріло, Яворув, Тишовці, Щирець міста погоріли…». Приблизно того ж часу місто вславилося виробництвом гіпсу та вапна.
1645 року — з Щирецького ключа на хоругви князя Вишневецького і частини німецьких найманців з королівської гвардії, крім встановленої норми, було забрано продуктів ще на 10389 флоринів.
1648—1655 роки — жителі Щирця брали участь у національно-визвольній війні українського народу, особливо під час облоги Львова військом Богдана Хмельницького у 1648 році.
1662 року — зазначено, що через постій військового обозу в Щирці під час північної війни жителі його зовсім розорені, більшість ланів не засіваються.

### У складі імперії Габсбурґів

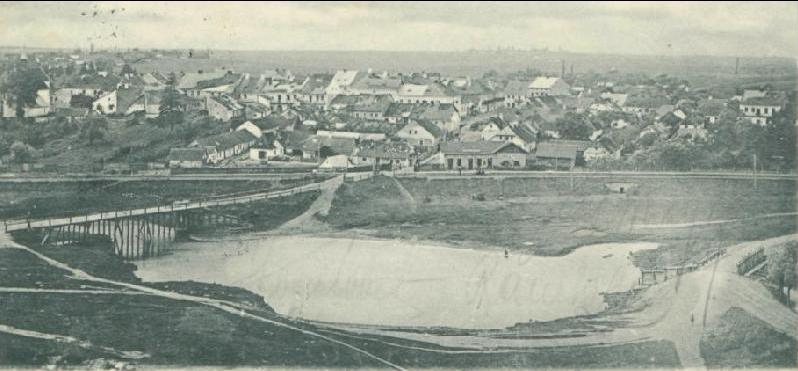
Щирець на початку XX століття

1772 — після першого поділу Польщі місто ввійшло до складу володінь Габсбурґів (того часу належало родині Потоцьких).
Станом на 1808 рік в колонії Розенберґ мешкали 54 протестанти.
XIX століття — у Щирці діяли каменярня та фабрика гіпсу.
1873 року — через Щирець прокладено «залізницю Ерцгерцога Альбрехта», яка з'єднала міста Львів і Стрий.
1888 — у Щирці створили першу в Галичині філію Руського педагогічного товариства (згодом т-во «Рідна школа»).
3 березня 1918 року в місті відбулося «свято державності та миру» (віче на підтримку дій уряду Української Народної Республіки), в якому взяли участь близько 10000 осіб.

### Західноукраїнська Народна Республіка
1 листопада 1918 року в місті та повіті Щирець було встановлено владу ЗУНР. Того дня щирецький військовий комісар ЗУНР Василь Тибінка звітував, що 200 українських вояків перебрали владу в місті, 30 стрільців під командуванням хорунжого Миколи Опоки скеровані до Львова.
Щирець став центром сформованої в листопаді групи «Південь II» або як ще її називають група «Щирець». До кінця грудня її командантом був Констянтин Слюсарчук. А сама група розміщувалася на становищах Дубової Долини біля Любеня Великого. З січня тут вже розташовувався один з прифронтових штабів 7-ї Стрийської бригади (пізніше Львівської) на чолі з отаманом Альфредом Бізанцом.
17 травня 1919 місто було захоплене польськими військами після удару груп полковника В. Сікорського та генерала В. Єнджеєвського на позиції 7-ї Львівської бригади УГА.

### II Річ Посполита
27 березня 1934 року Щирець отримав статус міста. Тоді в ньому проживало приблизно 1500 осіб.

Вірш на пошану замордованих НКВС 26 мешканців Щирця та довколишніх сіл Лани, Хоросно, Піски, Гуменець, Красів, Добряни, Сердиця.

### Друга світова війна
Важких втрат зазнав Щирець під час Другої світової війни. В ніч проти 27 червня 1941, напередодні вступу гітлерівських військ, під гуркіт трактора НКВС замордувало 26 мешканців Щирця та довколишніх сіл Лани, Хоросно, Піски, Гуменець, Красів, Добряни, Сердиця. 7 липня 1941 знайдені тіла були перепоховані громадськістю на Горішньому кладовищі Щирця.
Під час німецької окупації майже все єврейське населення Щирця вивезене до табору смерті в Белжцю і там знищене.

### Після війни
За радянських часів Щирець деякий час (1939—1941, з 1944 до початку 1960-х років) був районним центром (згодом Щирецький район приєднали до Пустомитівського).
Оскільки селище розташоване відносно близько до Львова, воно вважається перспективним і тут активно розбудовують «приватний сектор».

## Населення
У 1880 році в Щирці мешкало 1754 особи: 1385 євреїв, 103 німці, 183 поляки та 112 українців. 1900 року було 1730 мешканців: 1324 євреї, 166 греко-католиків, 138 римо-католиків та 102 особи інших віросповідань. 1910 року — 1614 мешканців: 1264 євреї, 165 українців, 113 поляків, 62 німці.
У 2001 році було 5496 мешканців. Склад населення в селищі за рідними мовами у 2001 році був таким:
| Мова       | Число ос. | Відсоток |
| ---------- | --------- | -------- |
| українська | 5 394     | 98,14    |
| польська   | 56        | 1,02     |
| російська  | 35        | 0,64     |
| молдовська | 5         | 0,09     |
| білоруська | 4         | 0,07     |
| вірменська | 1         | 0,02     |
| інші мови  | 1         | 0,02     |

## Економіка
Виробництво будівельних матеріалів (гіпсовий завод).

## Освіта
В селищі діють Щирецький ліцей імені Героя України Богдана Ільківа Щирецької селищної ради Львівського району Львівської області та Щирецький заклад загальної середньої освіти I-III ступенів Щирецької селищної ради Львівського району Львівської області.

## Пам'ятки архітектури
Щирець відомий визначними архітектурними пам'ятками:
- Оборонний костел святого Станіслава (1556). Внесений до реєстру пам'яток архітектури за охоронним номером 462/1-2.
- Троїцька церква XVI ст. з дзвіницею (XVIII ст.) і мурами (УГКЦ). Внесена до реєстру пам'яток архітектури за охоронним номером 463/1-2.
- Оборонна церква Різдва Пресвятої Богородиці (XVI ст.) з мурами та оборонною вежею (формально належить до громади с. Піски, але розташована поблизу центру Щирця) (ПЦУ). Внесена до реєстру пам'яток архітектури за охоронним номером 479/1-2. Належить до Пустомитівського деканату, Львівської єпархії ПЦУ.

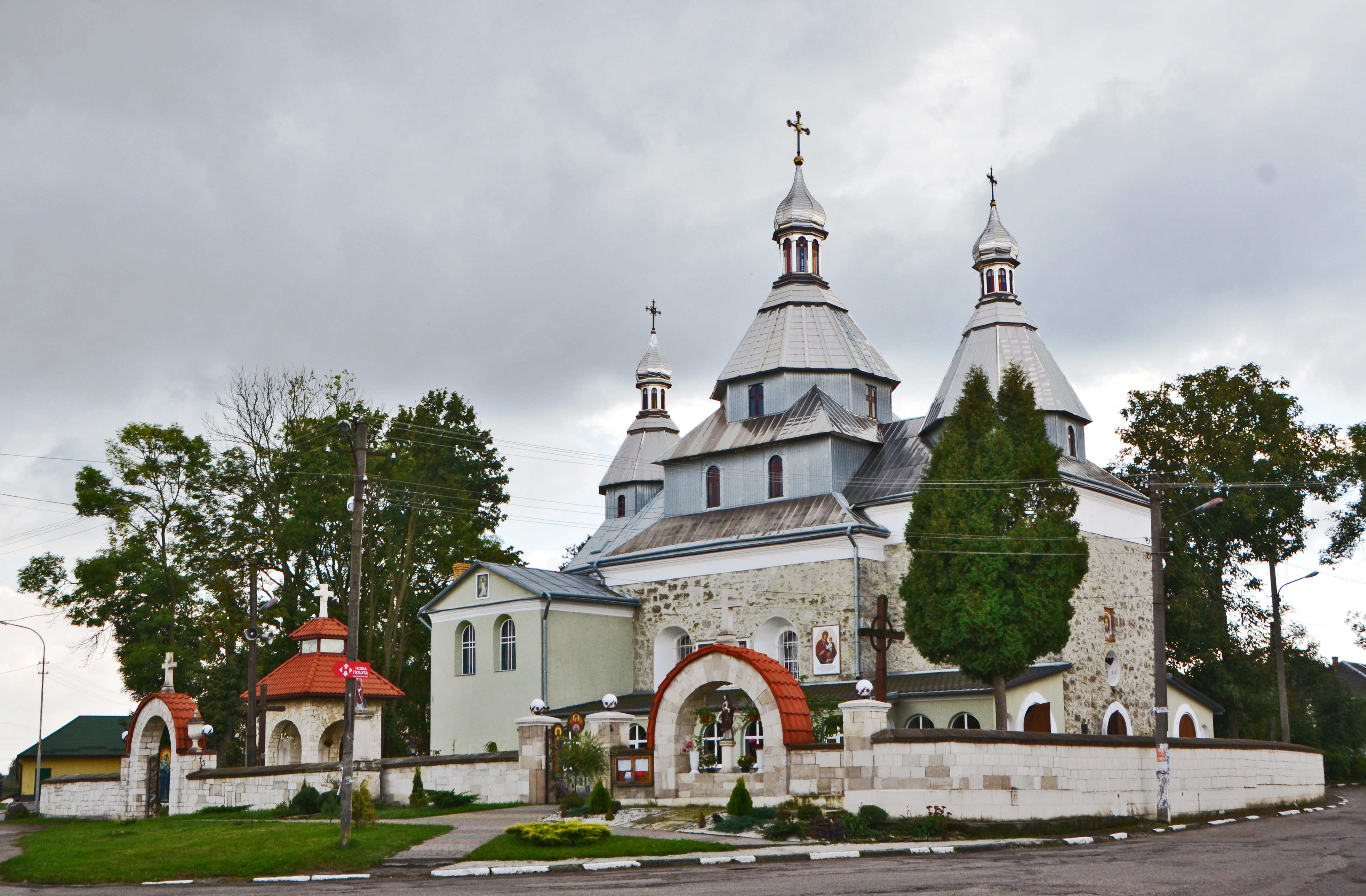
Церква Пресвятої Трійці
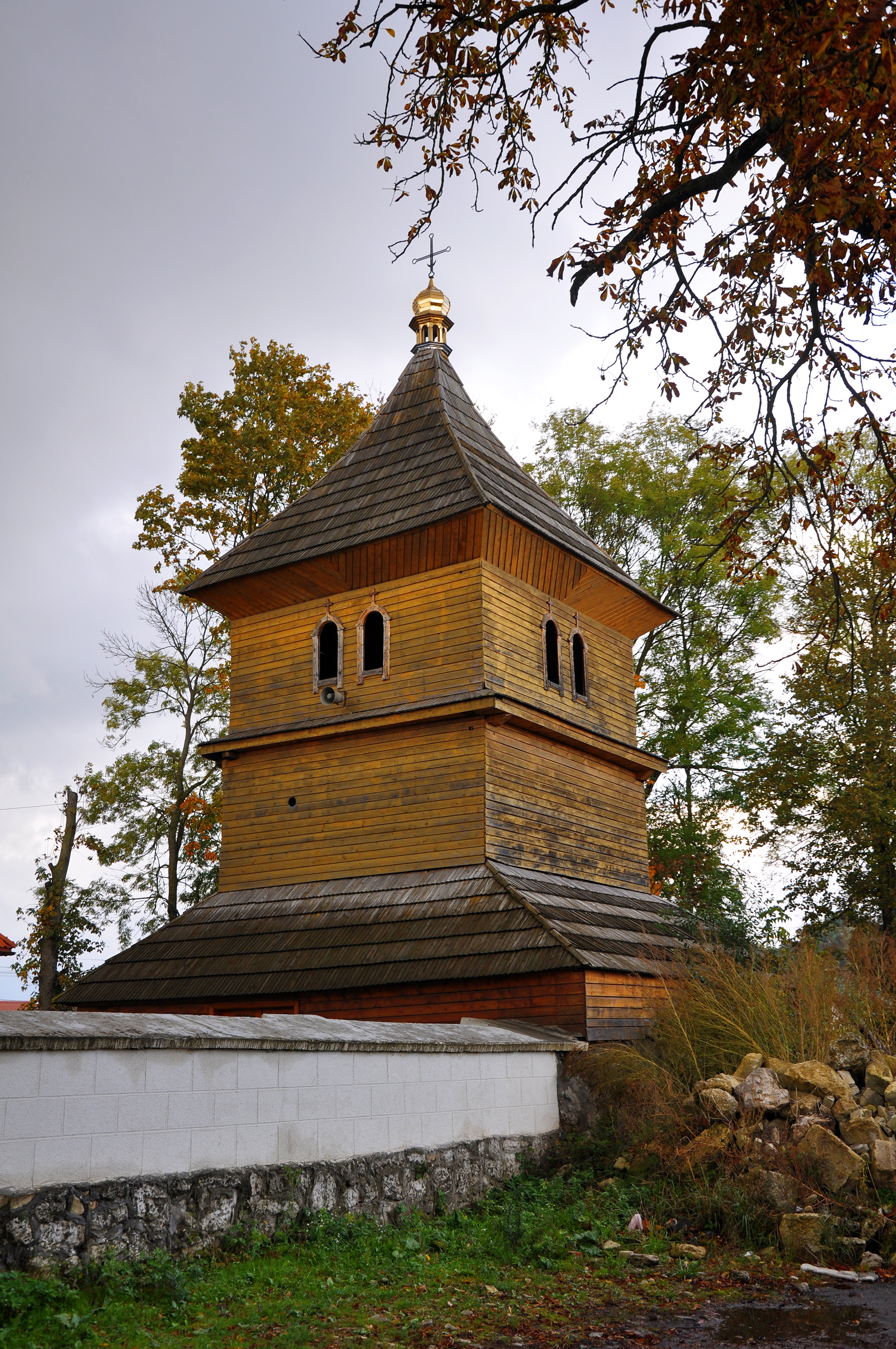
Дзвіниця церкви Пресвятої Трійці
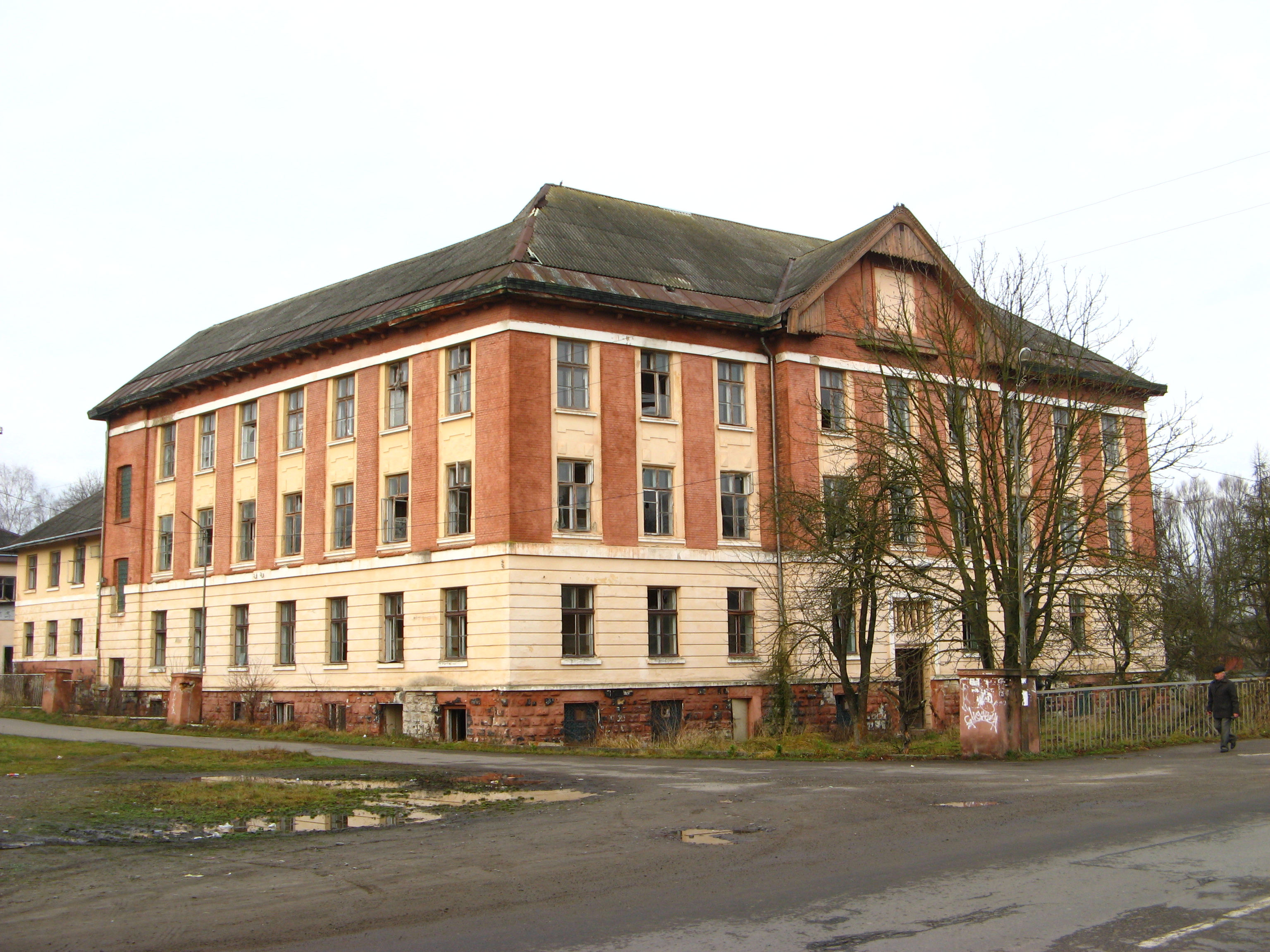
Будинок колишньої військової частини
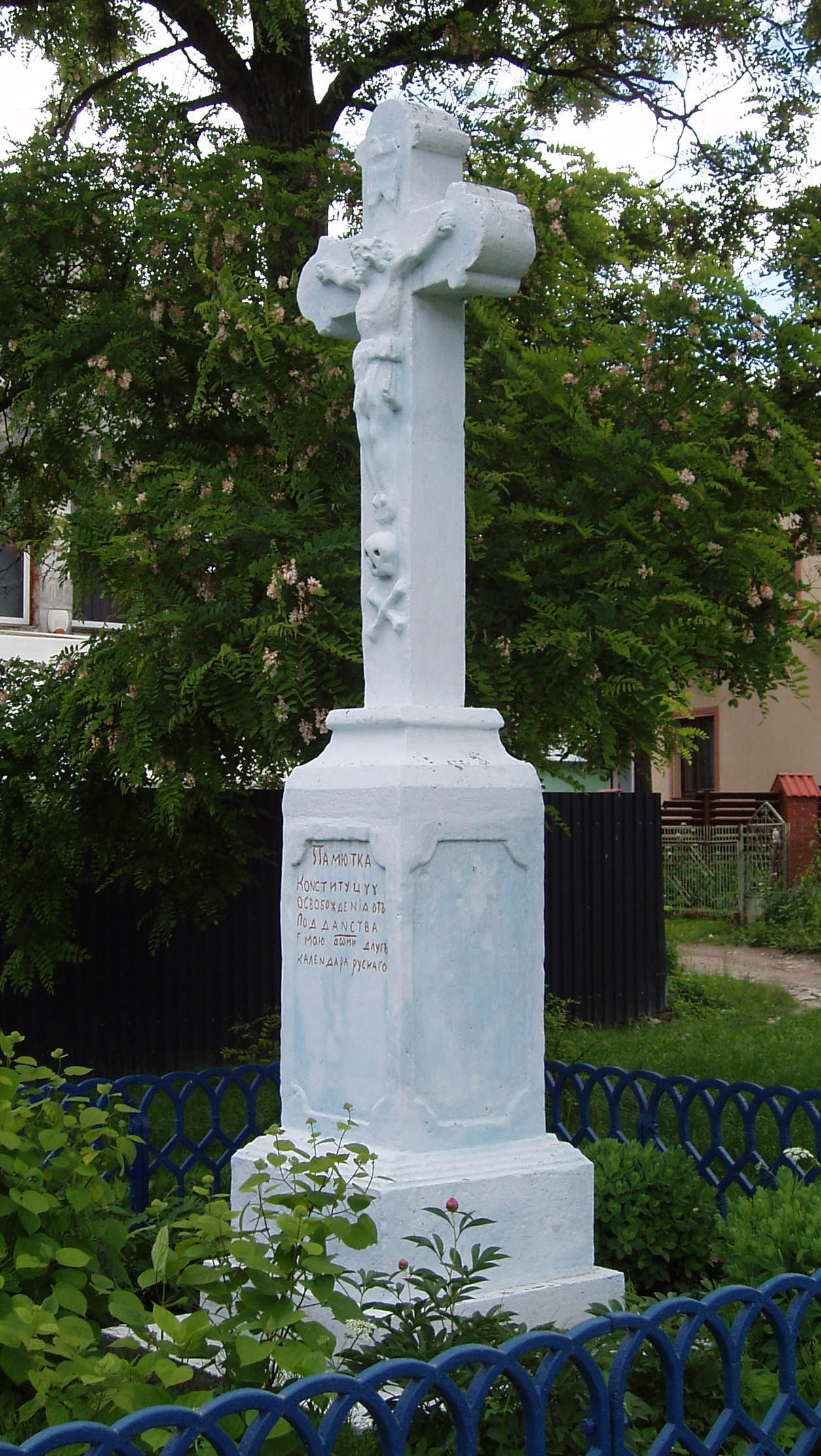
Пам'ятник на честь скасування панщини
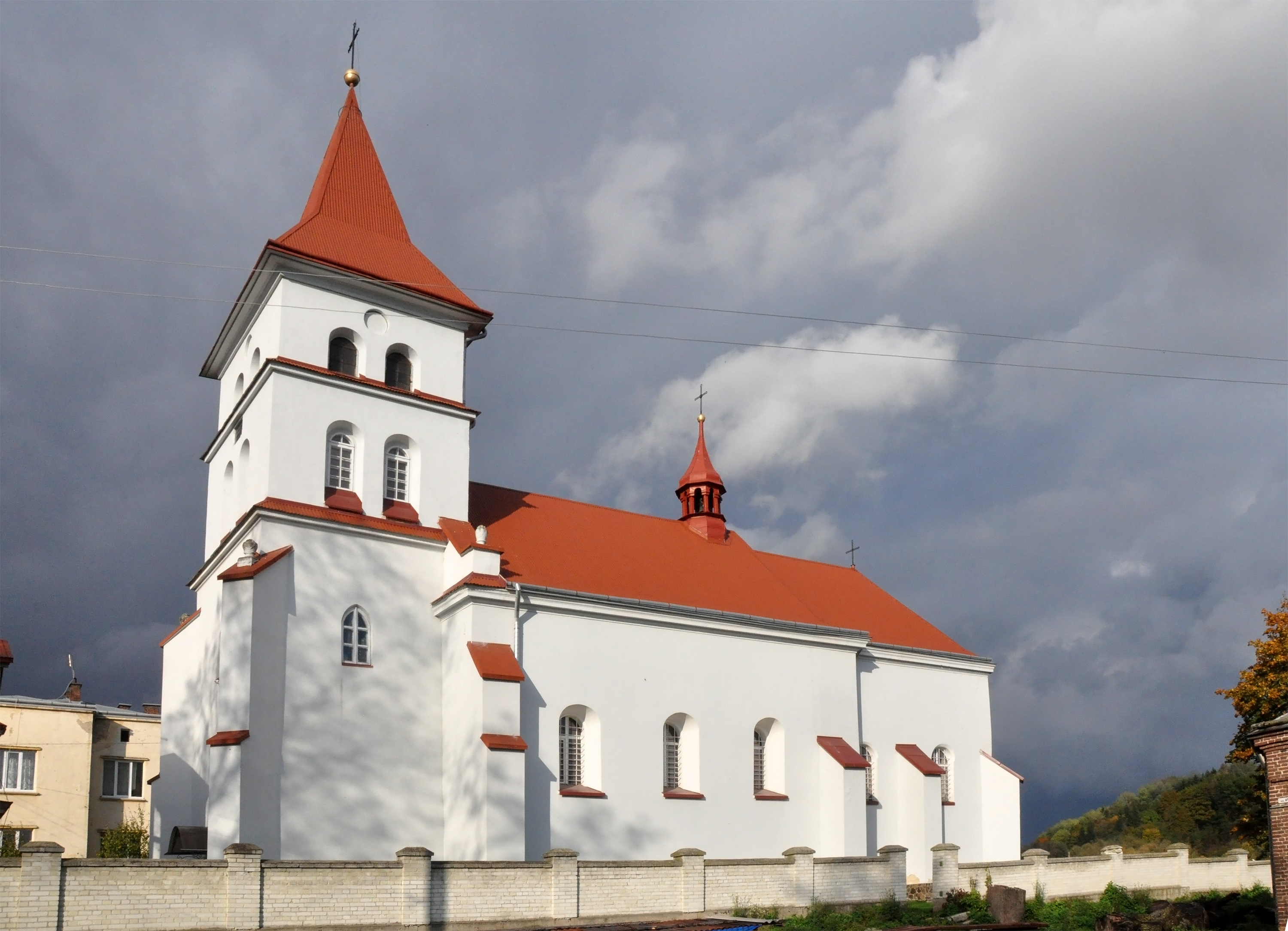
Костел св. Станіслава
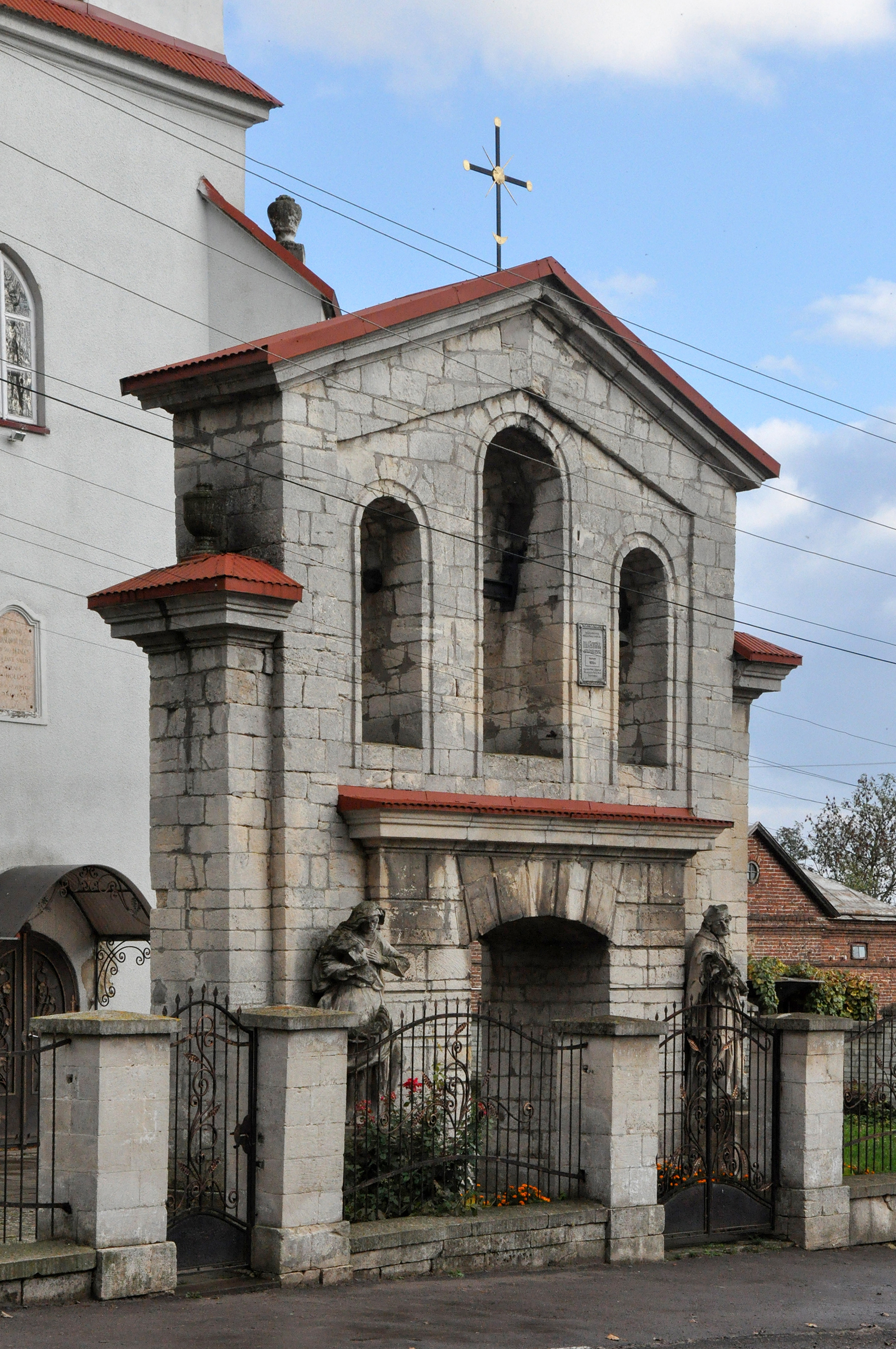
Дзвіниця костелу св. Станіслава
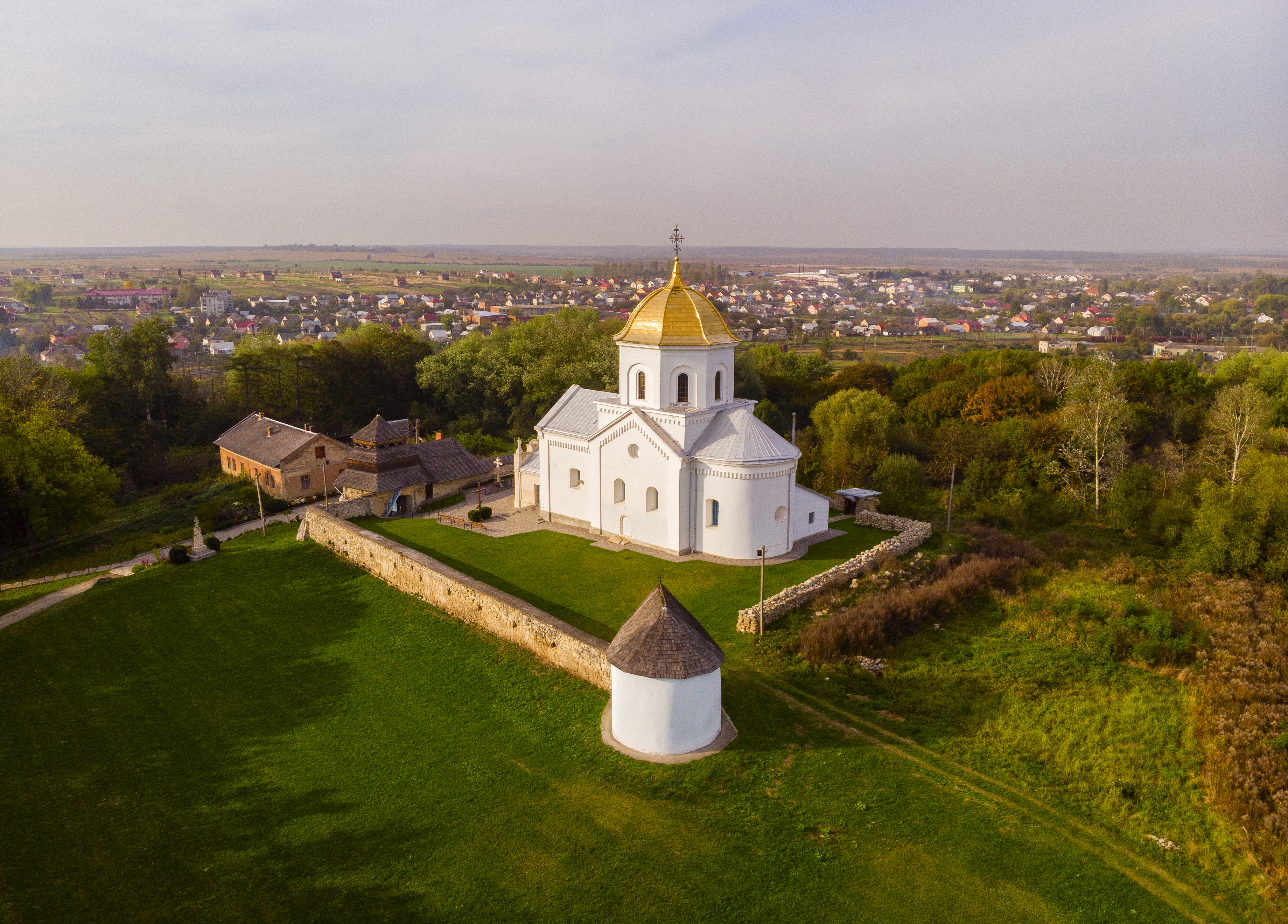
Оборонна церква Різдва Пресвятої Богородиці

## Музей пам'яті жертв сталінських репресій

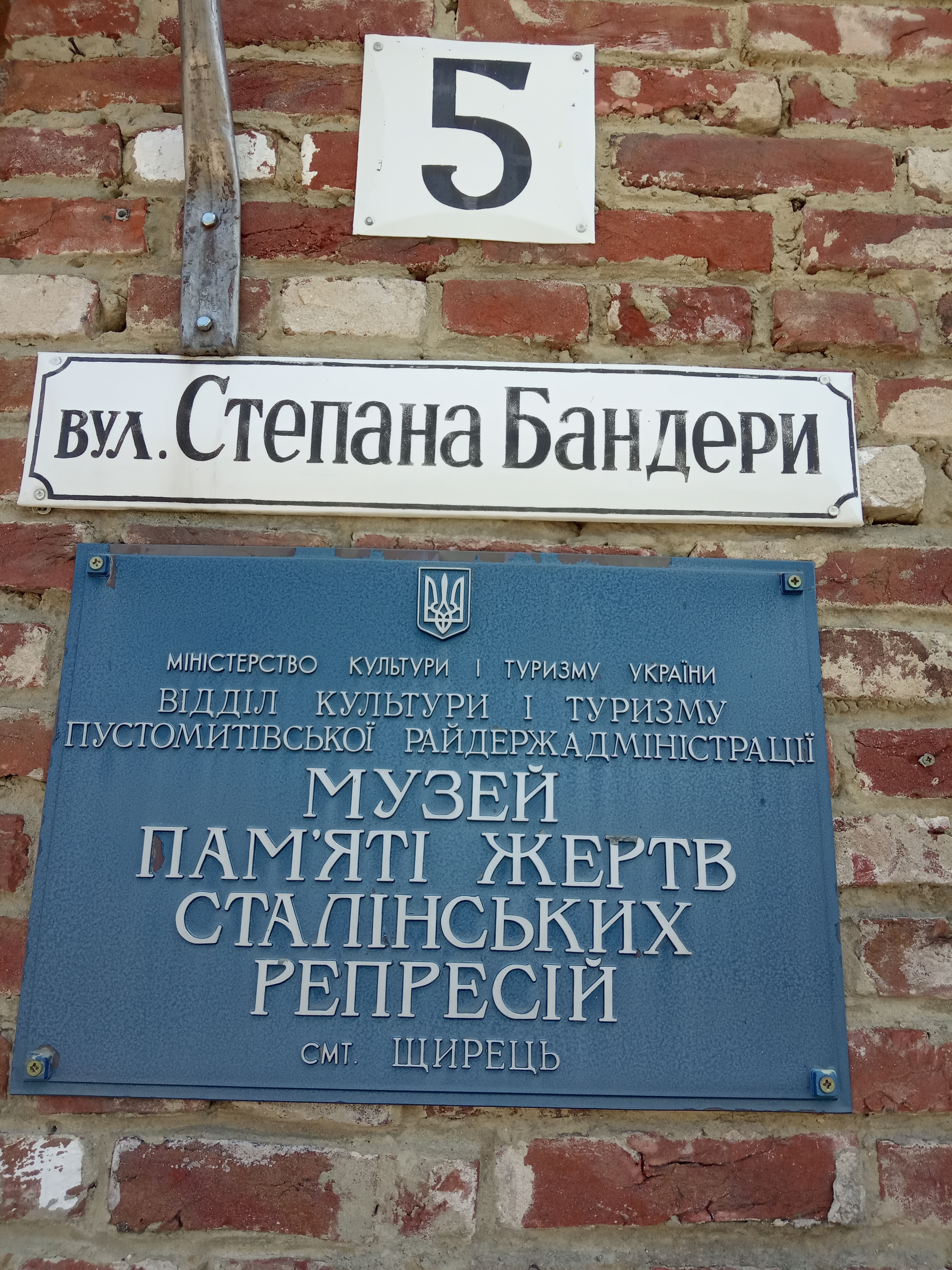
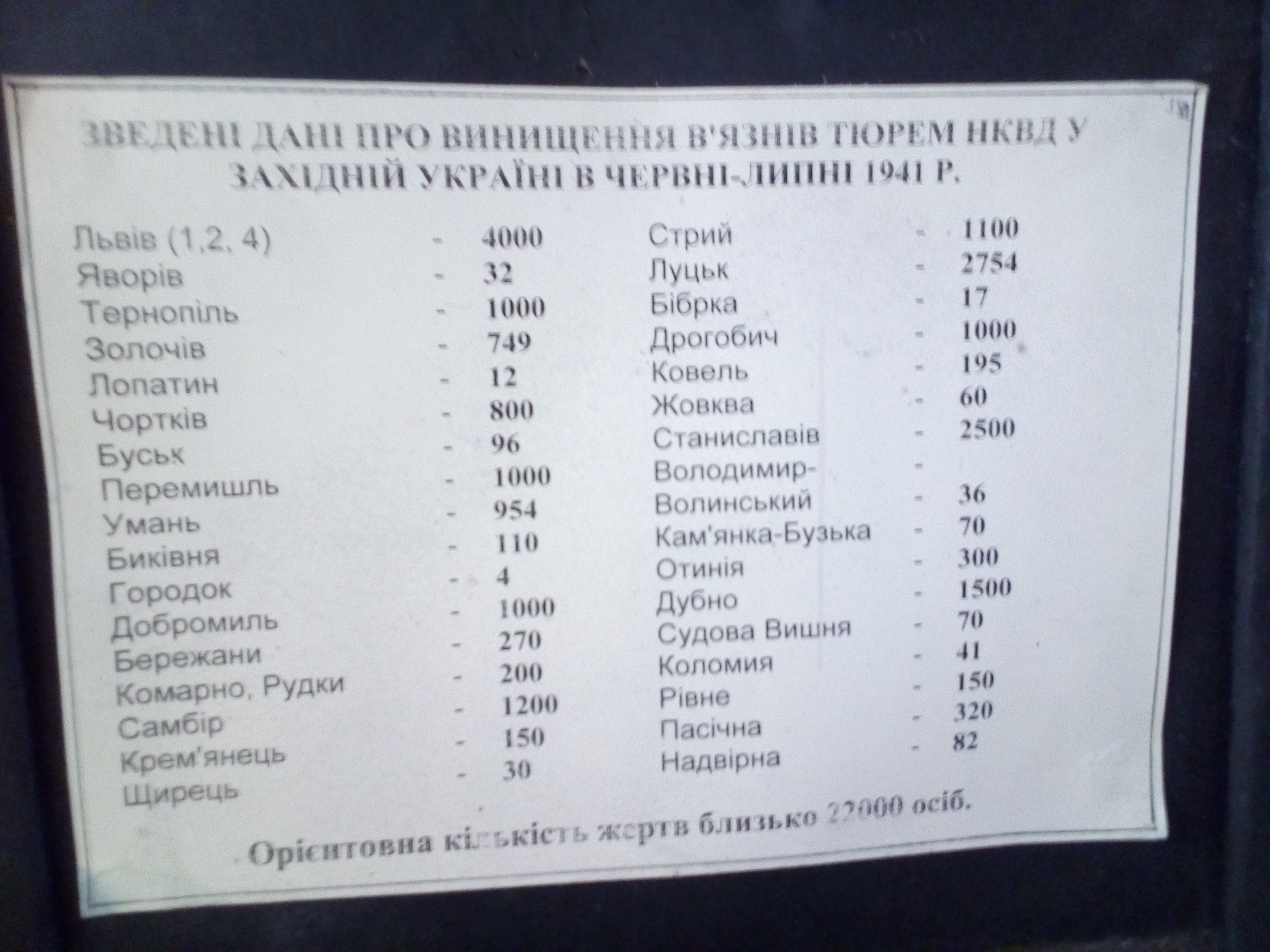

## Відомі люди

### Народилися
- Гавриш Ольга-Галина Іванівна (нар. 1950) — українська оперна співачка.
- Ільків Богдан Іванович — Герой України, загинув при захисті Майдану (лютий 2014).
- Кончевич Тарас Григорович (1979—2015) — капітан медичної служби Міністерства внутрішніх справ України, учасник російсько-української війни 2014—2017.
- Курилас Осип Петрович — український маляр.
- Леон Льовенкопф — діяч німецького соціал-демократичного руху єврейського походження, борець проти нацизму.
- Мацейко Григорій — бойовик ОУН, виконавець замаху проти Броніслава Перацького (нар. 1934).
- Станіслав Мачек — польський генерал, учасник першої та другої світових воєн, українсько-польської війни 1918—1919.
- Давид Ноймарк — юдейський релігійний філософ.
- Сенькович Федір — український маляр 1-ї третини XVII століття.
- Скочиляс Мирослав Федорович (1935—1999) — український тележурналіст.
- Хайман Ісаак Фельдман (1897—1981) — член Американського інституту архітекторів, президент спілки архітекторів Нью-Йорка.

### Пов'язані зі Щирцем
- Мочурад Михайло Андрійович — діяч ОУН, надрайонний референт пропаганди ОУН Городоччини.
- Науменко Кім Єлисейович (нар. 1930) — український історик, навчався у Щирці.
- Томаш Піравський — посідач проборства у місті, львівський єпископ-суфраган[14].
- Хонігсман Яків Самійлович — український економіст єврейського походження, доктор економічних наук, дослідник історії Східної Галичини та єврейської спільноти у Західній Україні.
- Юць Богдан Володимирович — український військовик, старший сержант Збройних сил України, учасник російсько-української війни.

### Поховані
- Клим Олег Іванович — український військовик, солдат Збройних сил України, учасник російсько-української війни, адвокат.

### Старости
Див. Категорія:Щирецькі старости

## Світлини

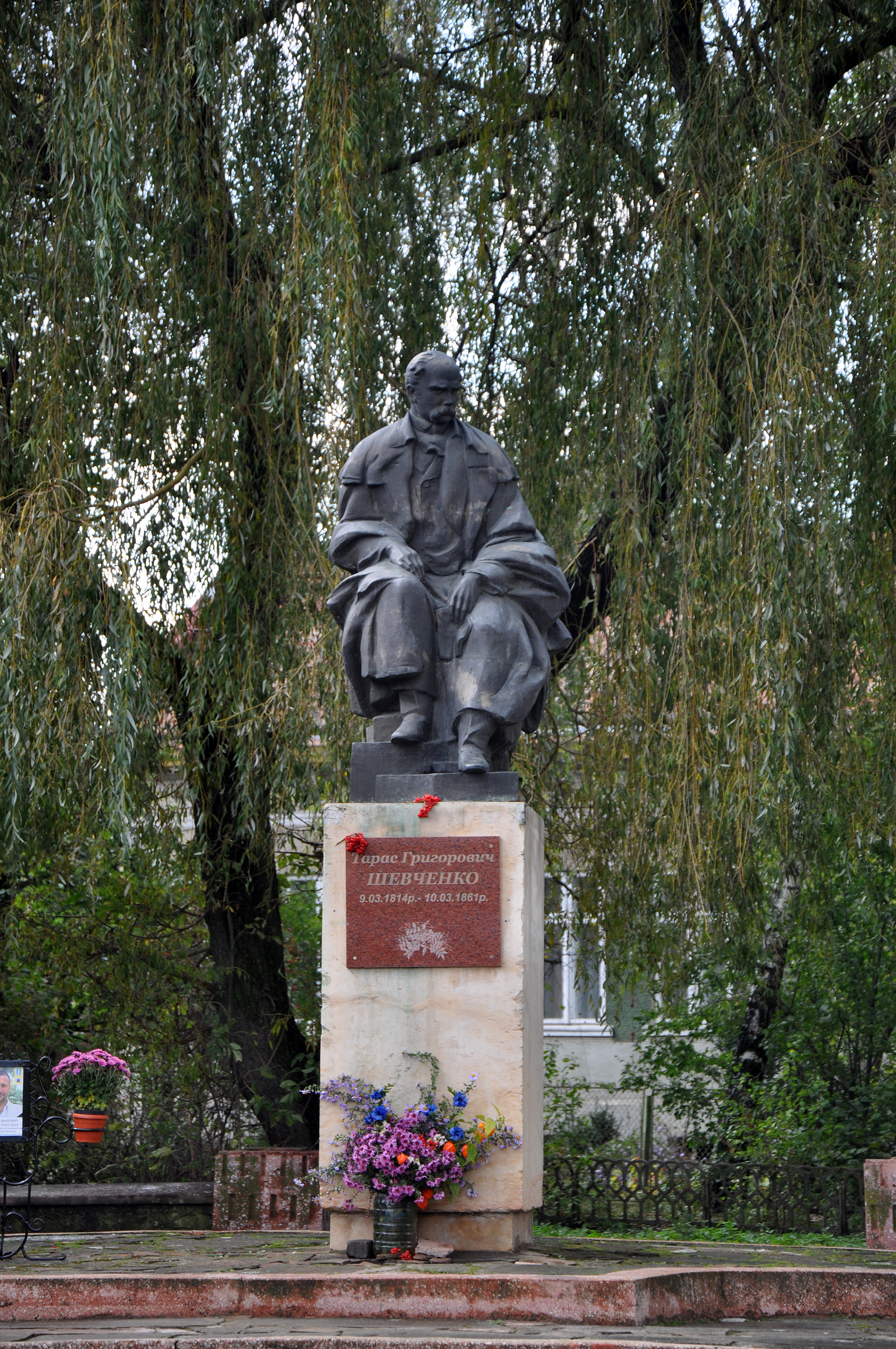
Пам'ятник Тарасові Шевченку
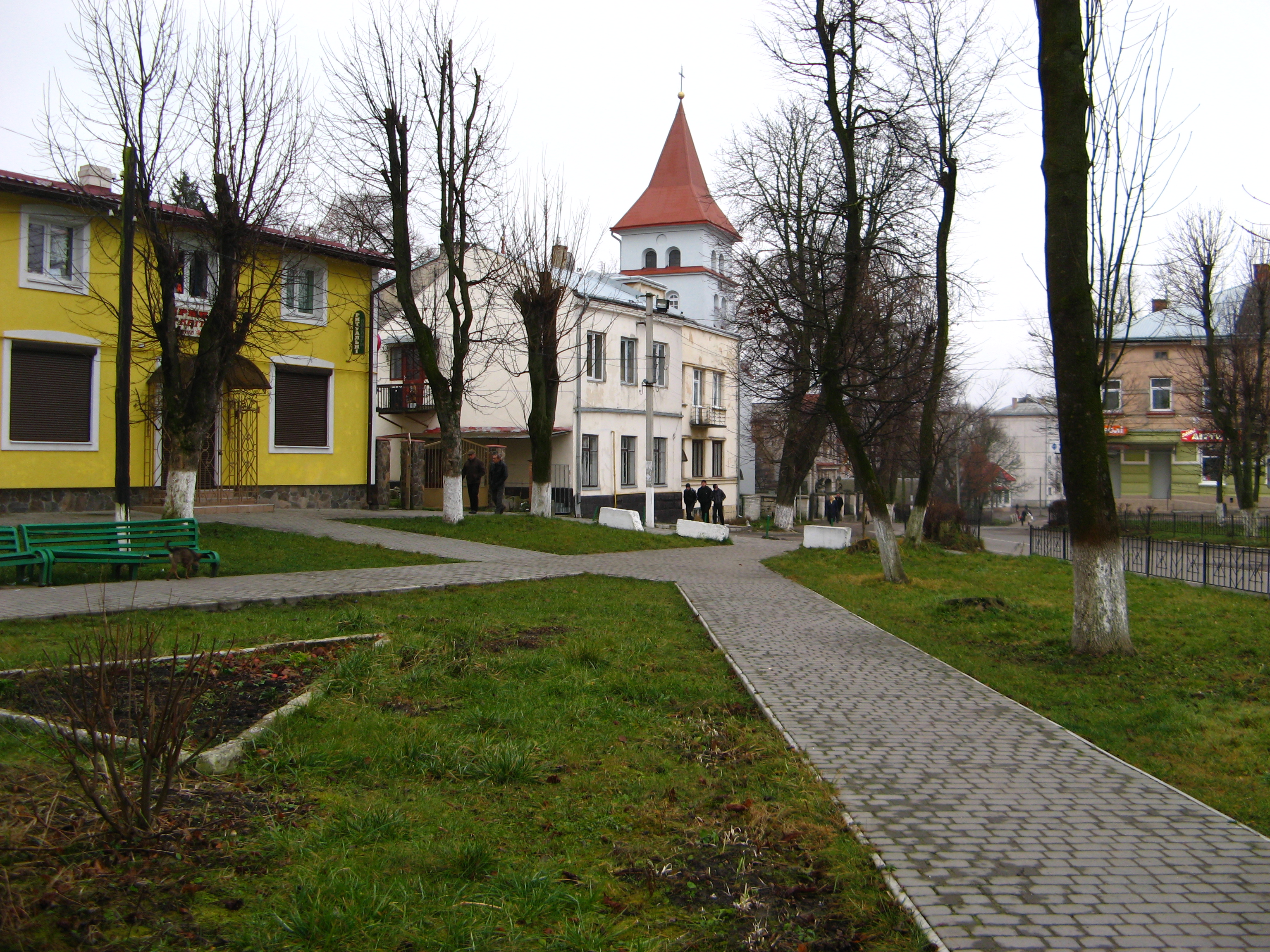
Середмістя Щирця
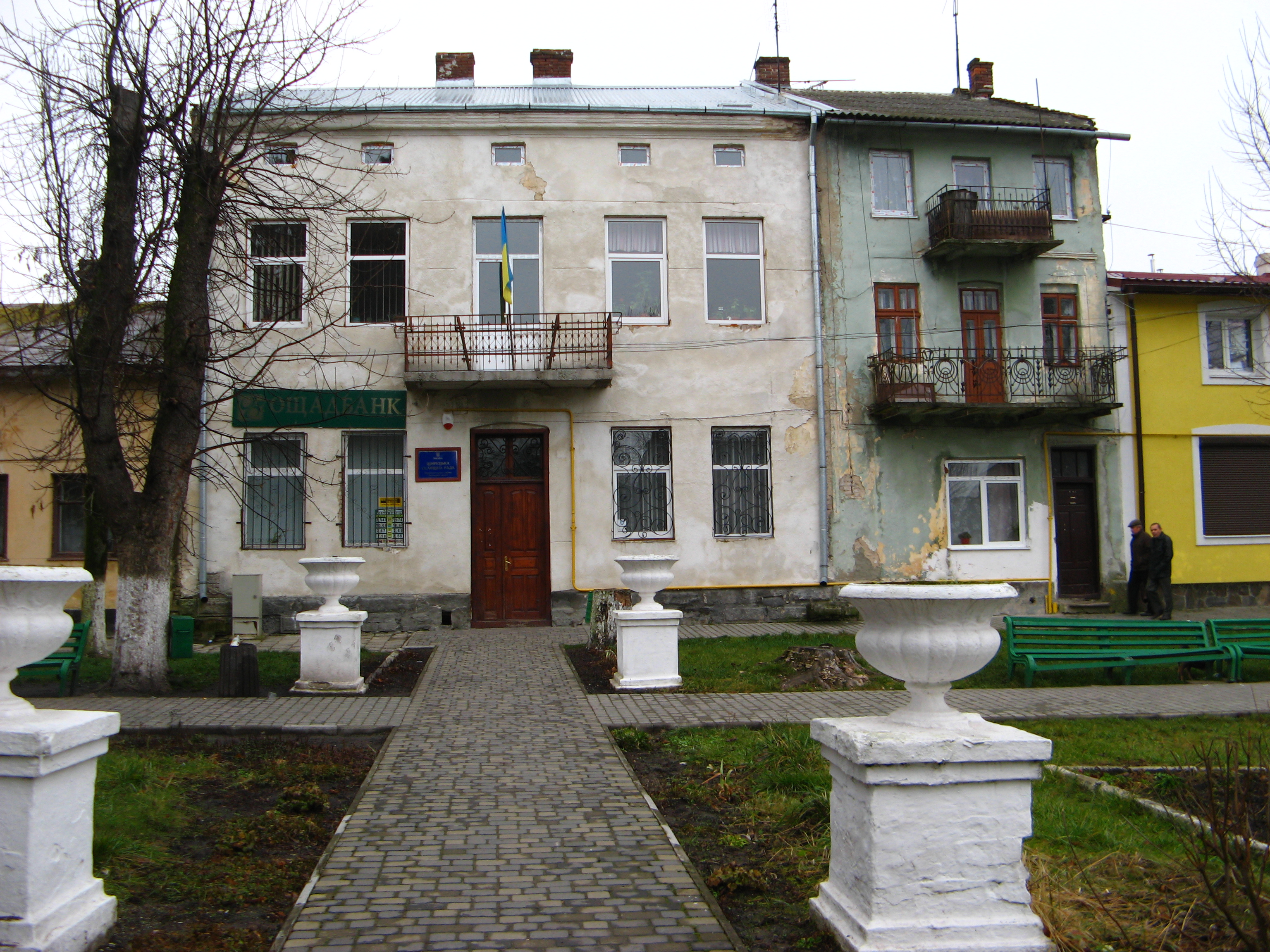
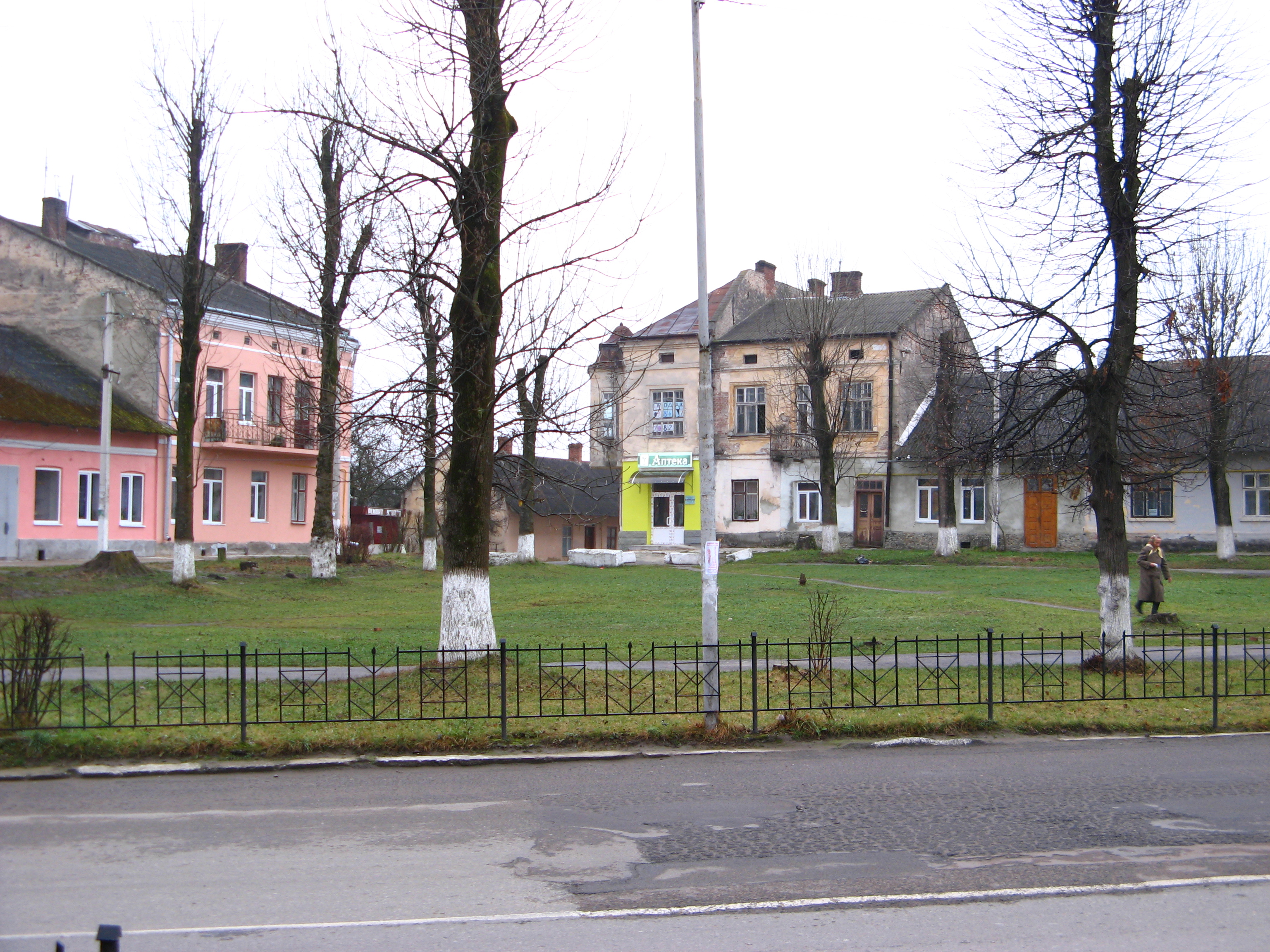
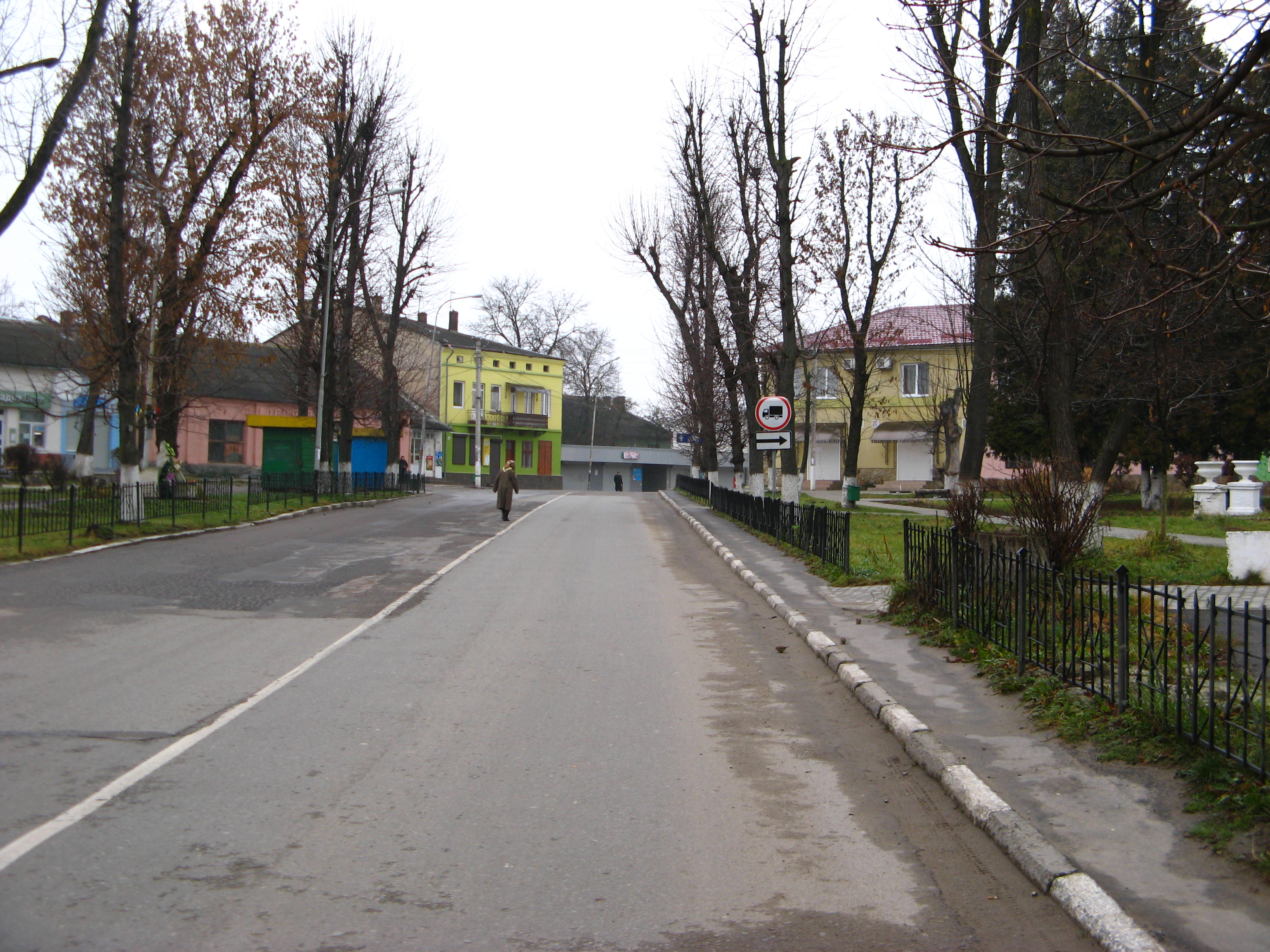
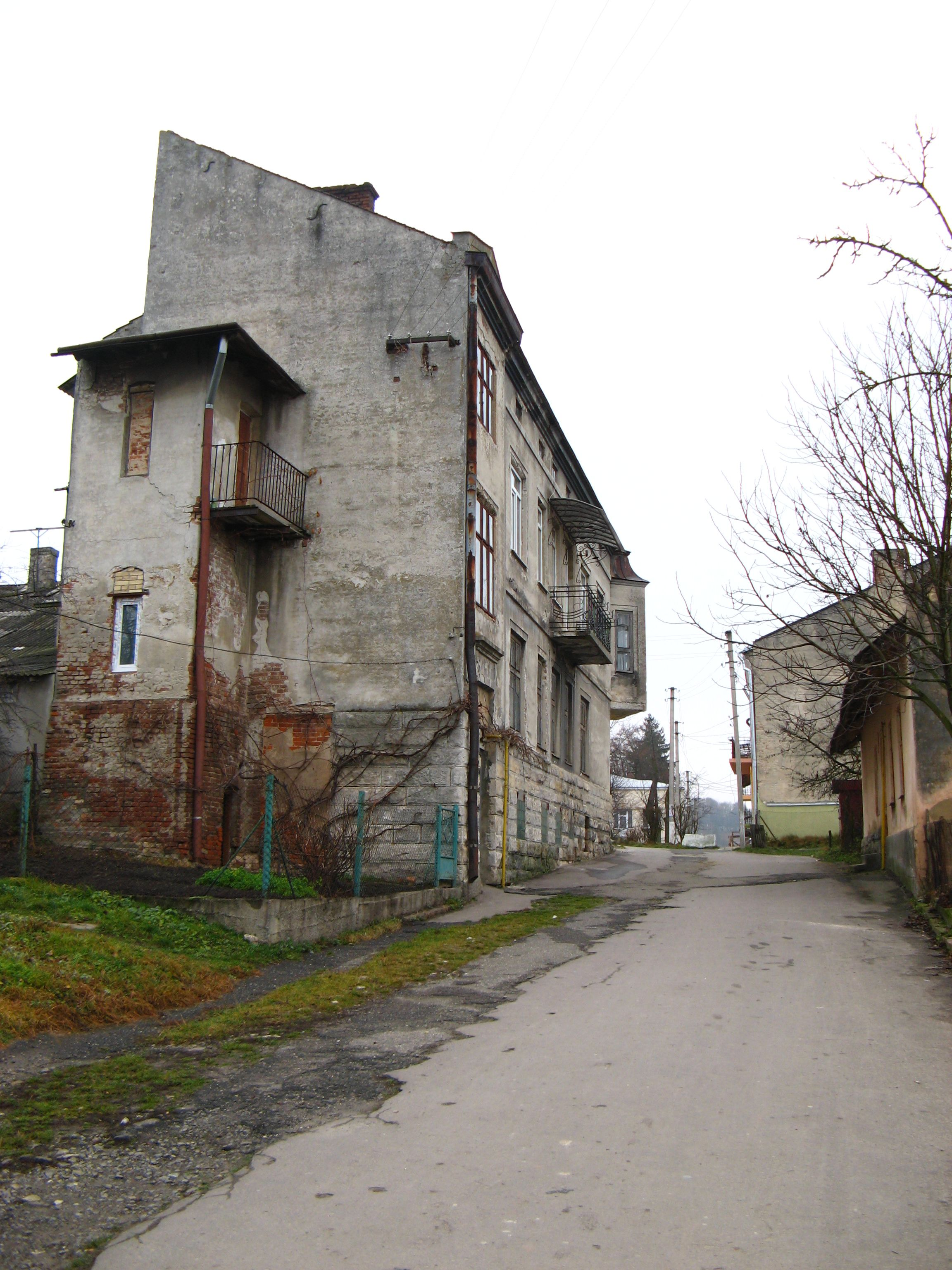
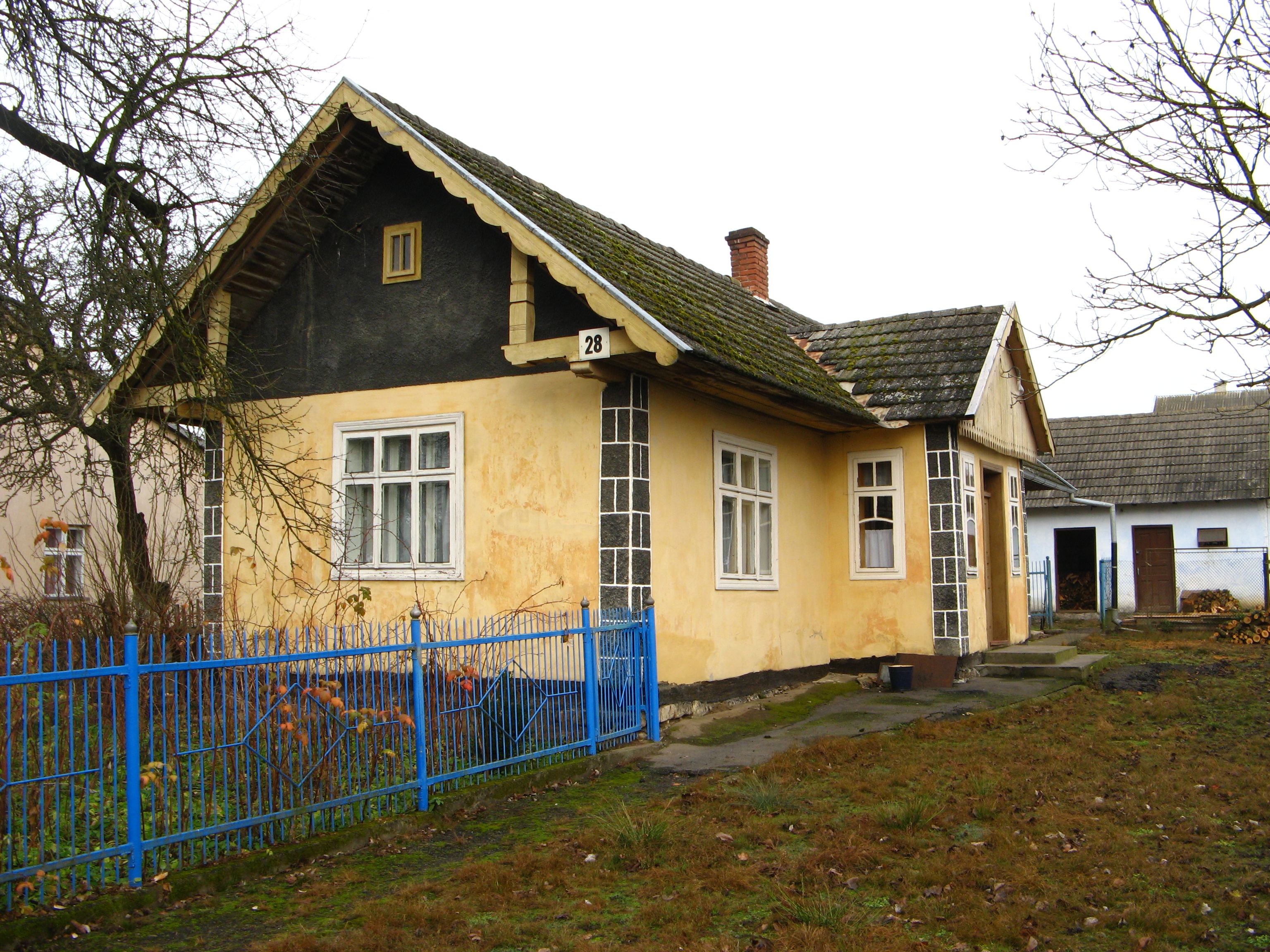
Зразок типово щирецької архітектури — житловий будинок (1930-ті роки)